# عدوه
عدوه یکی از شهرستان‌های استان منیا کشور مصر است. روستاهای مهم آن عبارت‌اند از:
- بنی عامر
- الشیخ مسعود
- صفاتیه
- عطفه حیدر